# 小髮水母
小髮水母（学名：Spirocodon saltator）為花水母目的一种很漂亮的宝石般的水母。因其长触手像头发一样从伞的边缘垂下而得名。伞体呈钟形，四个蓝色辐射管左右延伸。小髮水母发现于西北太平洋中，主要分布本州和九州，是日本的特有物种。